# Semaine du cinéma grec 1961
La Semaine du cinéma grec de 1961 fut la 2e édition du Festival international du film de Thessalonique. Elle se tint du 18 au 24 septembre 1961.

## Jury
Président du jury : Elias Venezis

## Films sélectionnés
- Notre dernier printemps (Michael Cacoyannis)
- Antigone (Yórgos Tzavéllas)
- Quartier Le Rêve (Alékos Alexandrákis)
- Malheur aux jeunes (Alékos Sakellários)
- Cauchemar (Errikos Andreou)
- La Tragédie de l'Égée (Vassilis Maros)

- Documentaires / courts métrages :
  - Κυνηγημένη πίστης (A. Triandaphillidi)
  - Το κρυφό παλάτι της Μάνης (D. Skalotheou et A. Spilioti)
  - Ψαράδες και ψαρέματα (L. Loïsiou)

## Palmarès
- Meilleur réalisateur : Michael Cacoyannis (Notre dernier printemps)
- Meilleur scénario : non remis
- Meilleure photographie : Dimos Sakellariou (Quartier Le Rêve)
- Meilleure musique : Argyris Kounadis (el) (Antigone)
- Meilleure actrice : Irène Papas (Antigone)
- Meilleur acteur : Dimítris Horn (Malheur aux jeunes)
- Meilleure actrice dans un second rôle : Athena Michaelidou (el) (Cauchemar)
- Meilleur acteur dans un second rôle : Manos Katrakis (Quartier Le Rêve)
- Meilleur documentaire : Το κρυφό παλάτι της Μάνης (D. Skalotheou et A. Spilioti)
- Prix spécial pour Vassilis Maros (La Tragédie de l'Égée)

- Prix spéciaux internationaux :
  - L'avventura (Michelangelo Antonioni)
  - Serioja (Igor Talankine)
  - Narodziny statku (Jan Łomnicki)